# Mount Dougherty
Mount Dougherty ist ein 2790 m hoher Berg in der antarktischen Ross Dependency. Er ragt im nördlichen Teil der Queen Elizabeth Range aus einem Gebirgskamm mit nordsüdlicher Ausrichtung zwischen den Bergen Mount Sandved und Mount Cara auf.
Der United States Geological Survey kartierte ihn anhand eigener Tellurometervermessungen und mit Hilfe von Luftaufnahmen der United States Navy aus den Jahren zwischen 1960 und 1962. Das Advisory Committee on Antarctic Names benannte ihn 1966 nach Ellsworth C. Dougherty (1921–1965), Biologe des United States Antarctic Research Program am McMurdo-Sund von 1959 bis 1960 und von 1961 bis 1962.